# Eishockey-Landesliga Bayern 2012/13
Die Eishockey-Landesliga Bayern 2012/13 wurde unter dem Dach des Bayerischen Eissportverbandes (BEV) organisiert und ist nach der Bayernliga (Regionalliga) eine der fünfthöchsten Spielklassen im deutschen Eishockey.

## Saisonverlauf
Die Eishockey-Landesliga 2012/13 war die 65. Ausspielung dieser Liga. Meister wurde der EV Pfronten und Vizemeister der EV Dingolfing. Über die Aufstieg-Playoffs konnten sich der ESC Haßfurt, EHC Mitterteich und der ERC Regen für die Bayernliga 2013/14 qualifizieren. Absteiger gab es keine.

### Modus
In der Saison 2012/13 spielte die Landesliga wie im Vorjahr in zwei Gruppen Nord/Ost und Süd/West. Dabei umfasste die Gruppe Nord/Ost Franken, die Oberpfalz, Niederbayern und das nördliche und das östliche Oberbayern; die Gruppe Gruppe Süd/West Schwaben und den restlichen Teil vom Oberbayern.
Wie bisher spielten die beiden Gruppen jeweils eine Einfachrunde aus. Die Teilnehmer an den Play-Offs zur Ermittlung des Bayerischen Landesliga-Meisters und der Modus dafür hingen davon ab, ob einer oder beide Gruppensieger auf den Aufstieg in die Bayernliga verzichteten.
- Da beide Gruppensieger den Aufstiegsverzicht erklärten, trat folgender Modus in Kraft.
  - Ermittlung des Bayerischen Meisters der Landesliga
    - Die beiden Gruppensieger spielten den Bayerischen Landesliga-Meister in Hin- und Rückspiel aus.
    - Die beiden Gruppenzweiten spielten den Drittplatzierten der Landesliga-Meisterschaft in Hin- und Rückspiel aus.

  - Ermittlung der Aufsteiger in die Bayernliga:
    - Es qualifizierten sich die jeweils beiden Bestplatzierten aus den Teilnehmern auf Platz 1 bis 4 jeder Gruppe, die nicht auf den Aufstieg verzichtet haben, für die Play-Offs. Sollten in einer Gruppe dafür nicht genügend Teilnehmer bereitstehen, rücken die nicht verzichtenden und nicht qualifizierten Teilnehmer auf den Plätzen 1 bis 4 der anderen Gruppe nach. Das war in dieser Saison der Fall.
    - Die 1. Runde der Playoffs wurde überkreuz (Bestplatzierter Süd/West gegen zweitplatzierter Nord/Ost und umgekehrt) in Hin- und Rückspiel ausgespielt. Die Sieger der 1. Runde stiegen beide sportlich in die Bayernliga auf und spielten im Finale in Hin- und Rückspiel den Platz 1 aus. Die Verlierer der 1. Runde spielten in Hin- und Rückspiel um Platz 3 einen weiteren Aufsteiger aus.

Am Ende der Saison wären die beiden Letztplatzierten pro Gruppe als sportliche Absteiger in die Bezirksliga festgestanden. Da es nicht genügend Aufsteiger oder Nachrücker aus der Bezirksliga zum Erreichen der Sollstärke von 14 Teams der jeweiligen Landesliga-Gruppe gab, konnten die sportlichen Absteiger in der Landesliga 2013/14 verbleiben.

## Teilnehmer
Nicht mehr dabei waren die Auf- und Absteiger der Vorsaison. Neu hinzukamen ein Absteiger aus der Bayernliga und drei Aufsteiger aus der Bezirksliga.

### Platzierungen Hauptrunde
| Landesliga Nord/Ost | Landesliga Süd/West |
| --- | --- |
|  1. EV Dingolfing  2. EHC Mitterteich  3. ESC Hassfurt  4. ERC Regen - 5. SE Freising - 6. EV Pegnitz - 7. EV Regensburg 1b (N) - 8. ESC Vilshofen - 9. VER Selb 1b - 10 ERSC Amberg - 11 EC Bad Kissingen - 12 ERSC Ottobrunn (N) |  1. EV Pfronten - 2. EA Schongau (A) - 3. EV Bad Wörishofen - 4. ESC Kempten - 5. TSV Trostberg - 6. SG Oberstdorf/Sonthofen 1b - 7. EC Bad Tölz 1b - 8. SC Forst - 9. ESC Holzkirchen - 10 HC Landsberg - 11 ESV Burgau 2000 - 12 ESC Geretsried - 13 EV Fürstenfeldbruck - 14 EHC Bad Aibling - 15 DEC Inzell (N) |

Playoffteilnehmer fett gedruckt, (A) = Absteiger aus der Bayernliga, (N) = Neu in der Liga/Aufsteiger
  Bayerischer LL-Meister  Bayerischer LL-Vizemeister  Aufsteiger

### Meister-Playoffs 2012/13
Die Spiele um Platz 3 und Finalspiele wurden im Best-of-Two-Modus ausgetragen.
| Spiel um Platz 3              | Serie | Spiel 1 | Spiel 2 |
| ----------------------------- | ----- | ------- | ------- |
| EHC Mitterteich – EA Schongau | 11-7  | 5:0     | 9:7     |

Der EHC Mitterteich belegte den 3. Platz in der bayerischen Landesligameisterschaft.
| Finale                      | Serie | Spiel 1 | Spiel 2 |
| --------------------------- | ----- | ------- | ------- |
| EV Pfronten – EV Dingolfing | 5-4   | 3:3     | 2:1     |

Der EV Pfronten wurde bayerischer Landesligameister, Vizemeister wurde der EV Dingolfing.

### Aufstieg-Playoffs 2012/13
Die Halbfinal- und Finalspiele wurden im Best-of-Two-Modus ausgetragen.

|  | Halbfinale | Halbfinale      | Halbfinale  | Halbfinale | Halbfinale |                  |                 | Finale | Finale | Finale | Finale | Finale |
|  |            |                 |             |            |            |                  |                 |        |        |        |        |        |
|  | NO2        | EHC Mitterteich | 9           | 9          | 18         |                  |                 |        |        |        |        |        |
|  | NO4        | EHC Regen       | 3           | 5          | 8          |                  |                 |        |        |        |        |        |
|  | NO4        | EHC Regen       | 3           | 5          | 8          | NO2              | EHC Mitterteich | 3      | 3      | 6      |        |        |
|  |            |                 |             |            |            | NO2              | EHC Mitterteich | 3      | 3      | 6      |        |        |
|  |            | NO3             | ESC Haßfurt | 5          | 2          | 8                |                 |        |        |        |        |        |
|  | SW2        | NO3             | ESC Haßfurt | 5          | 2          | 8                | EA Schongau     | 7      | 2      | 9      |        |        |
|  | SW2        |                 |             |            |            |                  | EA Schongau     | 7      | 2      | 9      |        |        |
|  | NO3        | ESC Haßfurt     | 5           | 5          | 10         |                  |                 |        |        |        |        |        |
|  | NO3        | ESC Haßfurt     | 5           | 5          | 10         | Spiel um Platz 3 |                 |        |        |        |        |        |
|  |            |                 |             |            |            |                  |                 |        |        |        |        |        |
|  | NO4        | ERC Regen       | 4           | 3          | 7          |                  |                 |        |        |        |        |        |
|  | SW2        | EA Schongau     | 3           | 1          | 4          |                  |                 |        |        |        |        |        |

- Finalsieger mit Aufstiegsrecht ESC Haßfurt
- Platz 2 mit Aufstiegsrecht EHC Mitterteich
- Platz 3 mit Aufstiegsrecht ERC Regen